# Жетысу (Туркестанская область)
Жетысу (каз. Жетісу, до 2021 г. — Чехово) — село в Жетысайском районе Туркестанской области Казахстана. Входит в состав Макталинского сельского округа. Находится примерно в 23 км к северо-западу от районного центра, города Жетысай. Код КАТО — 514479900.

## Население
В 1999 году население села составляло 1498 человек (757 мужчин и 741 женщина). По данным переписи 2009 года, в селе проживали 1422 человека (736 мужчин и 686 женщин).